# عملية حاد وسلس
عملية حاد وسلس المعروفة أيضا باسم عملية بعلبك كانت غارة لالجيش الإسرائيلي على مستشفى في مدينة بعلبك التي كانت تستخدم كمقر لحزب الله وحي في المدينة. لا تزال الأهداف الدقيقة للغارة سرية ولكن من المعروف أن عددا من اللبنانيين من بينهم حزب الله وأعضاء الحزب الشيوعي اللبناني المسلح قتلوا وتم اعتقال خمسة مدنيين لبنانيين واحتجازهم في إسرائيل على أنهم أعضاء يشتبه في أنهم من حزب الله لكن أطلق سراحهم بعد ثلاثة أسابيع. تختلف أرقام الخسائر في الغارة. وفقا لاستفسارات هيومن رايتس ووتش والسلطات اللبنانية قتل 16 لبناني معظمهم من المدنيين. وفقا لقوات الدفاع الإسرائيلية قتل عشرة من مقاتلي حزب الله في الهجوم.

## الخلفية
كانت عملية حاد وسلس واحدة من عدد من الغارات التي قام بها الجيش الإسرائيلي خلال حرب لبنان 2006 (عملية تغيير الاتجاه) ضد مرافق حزب الله الطبية التي قال الجيش الإسرائيلي أنها خدمت أساسا كقواعد عمليات حيث «خططت حرب العصابات الهجمات جنبا إلى جنب مع المدربين الإيرانيين». بحلول 2 أغسطس عندما انتهت عملية بعلبك نفذت 15 إلى 20 غارة مماثلة وفقا لالجيش الإسرائيلي. كانت الغارات الجوية على بعلبك وهي معقل لحزب الله من قبل القوات الجوية الإسرائيلية في 17 يوليو دمرت محطات البنزين ومكاتب حزب الله ومصنع لتصنيع الألبان وأسفرت عن هروب السكان من المدينة. تلك التقارير التي بقيت تتوقع وقوع هجوم آخر.

## العملية
بدأت العملية بين الساعة 9:30 و10:15 مساء. في 1 أغسطس مع قصف مكثف حول مستشفى دار الحكمة لقطع جميع طرق الوصول. كان المستشفى واحدا من العديد من المرافق الطبية التي يعتقد الجيش الإسرائيلي أنها كانت تستخدم لعلاج أو احتجاز الجنديين المعتقلين إيهود غولدفواسر وإلداد ريجيف بعد اختطافهما من قبل حزب الله في الشهر السابق. حوالي 200 من الكوماندوز النخبة سريع الحبل من المروحيات التي تزود بالوقود في السابق على البحر الأبيض المتوسط. اشتملت العملية على وحدتي كوماندوز: شالداج من القوات الجوية الإسرائيلية وسايرت ماتكال من فرع المخابرات التابع للجيش الإسرائيلي (أمان). تم توفير غطاء الهواء من قبل المروحيات الهجومية والمقاتلات النفاثة وطائرات بدون طيار. تم تنفيذ ما لا يقل عن 10 عمليات تفجير حول المستشفى وعلى تلال شمال بعلبك وفقا لتقارير الشهود.
عند الهبوط انقسمت الوحدتان. توجهت وحدة السايرت ماتكال إلى مستشفى دار الحكمة في ضاحية جمالية بعلبك والمعروفة بصلاتها بحزب الله واعتبرت المخابرات العسكرية الإسرائيلية قاعدة للحرس الثورة الإسلامية الإيراني. وفقا للسكان المحليين تم تمويل المستشفى الذي يديره حزب الله من قبل جمعية خيرية إيرانية وهي جمعية الإمام الخميني الخيرية. كان المستشفى فارغا في ذلك الوقت ونقل المرضى إلى مستشفيات أخرى أو أرسلوا إلى منازلهم قبل ذلك بأربعة أيام.
احتلت القوات الإسرائيلية المستشفى. طبقا لما ذكرته هيومن رايتس ووتش فإن أفراد قوات الدفاع الإسرائيلية أطلقوا النار وقتلوا ممرضة كانت تحاول الفرار وأصابت اثنين من حراس الأمن المسلحين أثناء الاستيلاء. قتل مقاتلان مسلحان تابعان لحزب الله خارج المستشفى أثناء الاشتباك مع الإسرائيليين أحدهما بصاروخ من طائرة بدون طيار والآخر بنيران الأسلحة الصغيرة. استنادا إلى ملصقات «الشهيد» التي وضعها حزب الله والتي ظهرت فيما بعد حول قرية الجمالية خلصت هيومن رايتس ووتش إلى أن الممرضة والمسلحين قد يكونا وحدهما من حزب الله الذي قتلا في الغارة.
شعر مجموعة من السكان المحليين بالقلق من صوت القتال وتجميعها في بيت المختار المحلي. كانوا مسلحين من الحزب الشيوعي اللبناني وثالثهم عضو غير مسلح في الجماعة. أطلقت مروحية إسرائيلية عددا من الصواريخ على الجماعة مما أسفر عن مصرع ثلاثة من المسلحين الثلاثة بالإضافة إلى ثلاثة رجال غير مسلحين. وفقا لتقييم أجرته هيومن رايتس ووتش كان من المقرر اعتبار المسلحين مقاتلين وبالتالي أهدافا مشروعة. أشارت هيومن رايتس ووتش أيضا إلى أن المقاتلين قد تعرضا للخطر حياة المدنيين عن طريق الخلط بينهما. تعرض الرجال العزل الذين قتلوا في الهجوم للخلط مع المقاتلين خلال عملية عسكرية إسرائيلية. هكذا اعتبرت هيومن رايتس ووتش أنها إصابات جانبية لضربة عسكرية إسرائيلية مشروعة.
في حوالي الساعة 3:30 من صباح 2 أغسطس أطلقت مروحية إسرائيلية من طراز أباتشي صاروخا على عامل زراعي موسمي كردستاني سوري وأسرته وهي واحدة من خمس أسر من المزارعين الذين كانوا يأوون في خيامهم منذ بدء الغارة عندما غادرت الأسرة خيمتهم ركضوا للمأوى في منزل لبناني قريب. أما الأب طلال شبلي (40 عاما) وزوجته مها شعبان (32 عاما) وأطفالهما مهند (13) ومؤيد (12) وأسماء (6) ومحمد (4) فقد قتلوا أو ماتوا متأثرين بجروحهم. أصيب ثلاثة من أطفال الأسرة المثنى (9) ومصعب (5) وبتول (8 أشهر) بجراح خطيرة ولكنهم نجوا. بحسب منظمة هيومان رايتس ووتش فإن الأسرة «لا علاقة لها بحزب الله ولم تشترك في الأعمال القتالية».
اجتاحت الوحدة الإسرائيلية الثانية حي العسيرة ببعلبك على بعد حوالى خمسة كيلومترات من المستشفى. يبدو أنهم كانوا يبحثون عن أشخاص ذوي صلة بحسن نصر الله الأمين العام لحزب الله. دخل الجنود الإسرائيليون منزلا في الحي وسألوا صاحب متجر إذا كان حسن نصر الله وهو اسمه على الرغم من أنه لا علاقة له بزعيم حزب الله. اختطف نصر الله وابنه البالغ من العمر 14 عاما وخمسة مدنيين آخرين. يدعى أن السجناء تعرضوا للضرب والتهديد من جانب جنود الجيش الإسرائيلي. هدد الجنود بقتل محمد نصر الله البالغ من العمر 14 عاما مع والده ما لم يخبرهم من كان في المقاومة. تم إطلاق سراح الصبي ولكن تم جلب الخمسة الكبار إلى إسرائيل واشتكى جندي احتياطي إسرائيلي يعمل في الشرطة العسكرية من هذا الإجراء ووصفه بأنه «من الصعب وصفه بأنه معاملة إنسانية». إن تردد الجيش الإسرائيلي في فتح سجن الحرب مخالفة للوائح الجيش وتم اعتقال حوالي 20 سجينا لبنانيا هناك وأفرج عن معظمهم بعد الاستجواب.
كان الكوماندوز على الأرض حوالي أربع ساعات ونصف الساعة من العاشرة والنصف مساء حتى الساعة الثالثة صباحا.
بعد الغارة مباشرة قال الجيش الإسرائيلي أن عشرة إرهابيين قتلوا وجميعهم مسلحون ويرتدون سترات واقية من الرصاص وخطف خمسة من أعضاء حزب الله خلال «عملية جراحية دقيقة» أسفرت عن «عدم وجود خسائر في صفوف الجيش الإسرائيلي أو المدنيين». أشاد رئيس الأركان العسكرية الجنرال دان هالوتز بالعملية. قال حزب الله أن الأشخاص الخمسة الذين أسرتهم إسرائيل هم مدنيون وليسوا أعضاء في حزب الله. تم التعرف على الأسرى الذين وصفهم الجيش الإسرائيلي في البداية بأنه «مسلحون معروفون لحزب الله» في وقت لاحق كمدنيين وأفرج عنهم بعد 3 أسابيع. وفقا لهيومن رايتس ووتش والسلطات اللبنانية فإن معظم القتلى كانوا من المدنيين.
تعرض السجناء الخمسة الذين ألقي القبض عليهم في الغارة ونقلوا إلى إسرائيل لاستجوابات متكررة بشأن علاقتهم بحزب الله وأمينه العام. في 16 أغسطس سمح لهم أخيرا بالاطلاع على محام قدم التماسا إلى المحكمة العليا الإسرائيلية للحصول على الإفراج عنهم. بدلا من الرد على الالتماس أفرج الجيش الإسرائيلي عن الخمسة إلى قوة الأمم المتحدة المؤقتة في لبنان بعد ثلاثة أسابيع من اختطافهم. قال مسؤول إسرائيلي في صحيفة نيويورك تايمز: «قبضنا على خمسة أشخاص أعتقدنا أنهم متورطون مع حزب الله». كتبت صحيفة هآرتس أن: «الإفراج عن الأسرى يثير تساؤلات حول القيمة الحقيقية لعمليات الوحدات الخاصة». سرعان ما أعلن الجيش الإسرائيلي والحكومة عن إنجازات هامة بعد العمليات.
وفقا للتحقيق الذي أجرته هيومن رايتس ووتش قتل 16 مدنيا لبنانيا في الغارة منهم أربعة اعتبروا مقاتلين وعضوين مدنيين آخرين في حزب الله أو الحزب الشيوعي. يؤكد تقرير رسمي صادر عن قوات الأمن الداخلي اللبنانية هذه الأرقام على الرغم من أن الأسماء لا تتطابق تماما مع تلك التي قدمتها هيومن رايتس ووتش. تم التعرف على اثنين من الضحايا على أنهم من حزب الله إلا أن أعضاء الحزب الشيوعي لم يرد ذكرهم في التقرير. كما تضمن التقرير أسماء 14 لبنانيا أصيبوا في القتال.
الهدف المحدد لهذه العملية غير معروف. كانت صحيفة جيروزاليم بوست اقترحت في وقت الغارة أن يكون الجيش الإسرائيلي يعتقد أن الجنديين المختطفين إيهود غولدواسر وإيداد ريغيف كانوا محتجزين في مخابئ تحت المستشفى لكن الغارة «يبدو أنها تتعلق بجمع المعلومات الاستخباراتية». ادعت مصادر لبنانية أن الهدف من المداهمة هو محمد يزبك وهو زعيم حزب الله المعروف الذي يعيش في المنطقة والذي اتهمته إسرائيل بالتورط في اعتقال العقيد إلهانان تاننباوم في عام 2000. إلا أن يزبك هرب دون أن يصاب بأذى. نفى متحدث باسم الجيش الإسرائيلي أن يكون لهذه العملية «هدف محدد». قال رئيس الأركان الفريق دان هالوتز أن «الهدف الرئيسي» هو توجيه رسالة إلى حزب الله بأن الجيش الإسرائيلي «يمكن أن يعمل في عمق لبنان وفي أي مكان آخر نريده». وفقا لأمي بيداهزور من الدراسات الحكومية ودراسات الشرق الأوسط في جامعة تكساس في أوستن كانت الغارة محاولة فاشلة لاختطاف نشطاء حزب الله لأغراض «المساومة».
وفقا لبيان نشر في معاريف بعد شهر من الحرب علمت قوات الدفاع الإسرائيلية مسبقا أن الهدف المقصود للعملية لن يكون ساريا. غير أن الجيش الإسرائيلي قرر المضي قدما في ذلك لأغراض «الدعاية». كان الهدف هو الحصول على معلومات عن مصير الجنود المختطفين ولكن في الواقع لم يتم الحصول على أي شيء. على الرغم من هذا تم تسويقه كقصة نجاح. نفى الجيش الإسرائيلي التقرير.

## التقييم

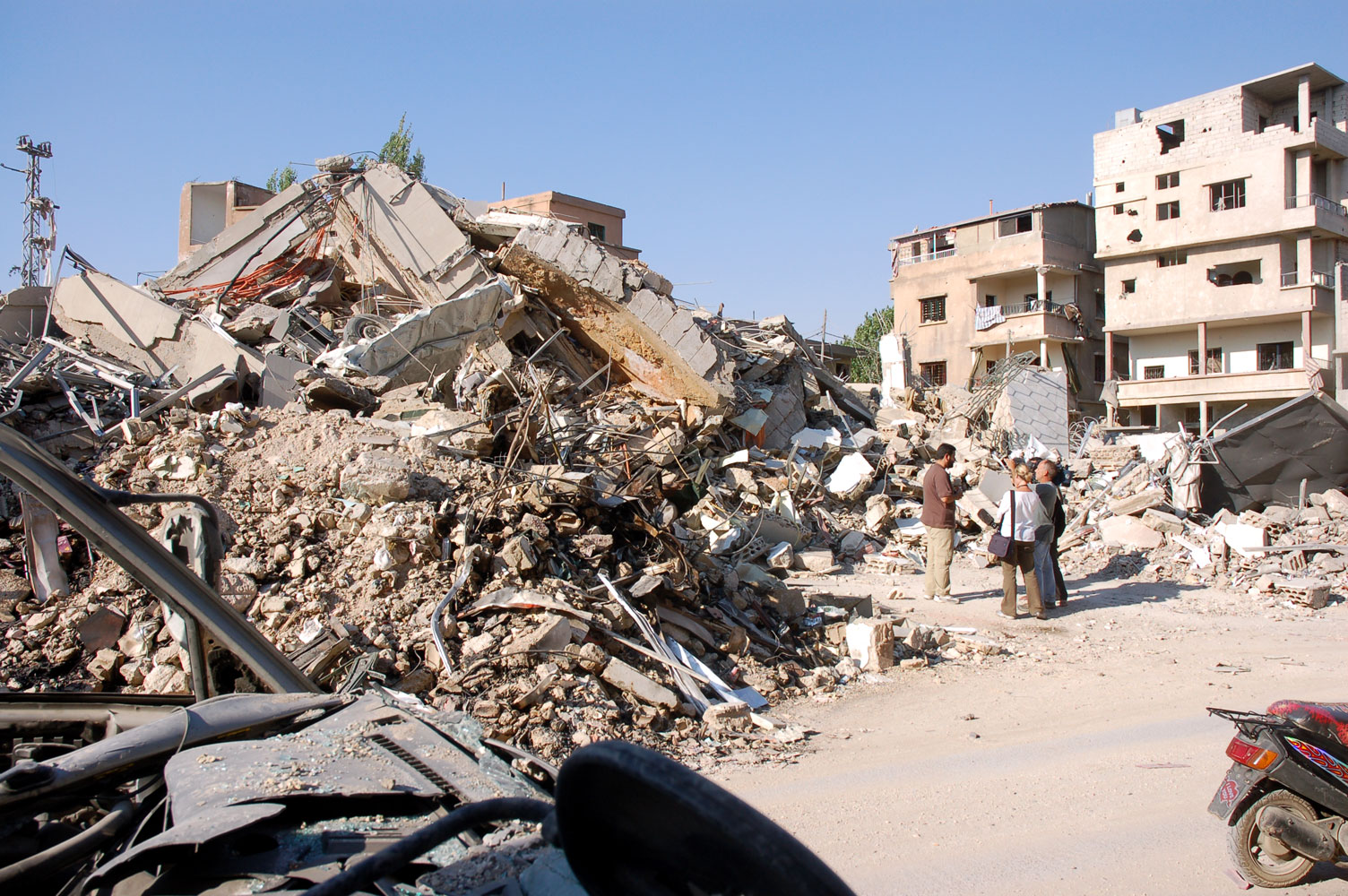
القصف الاسرائيلي في بعلبك.

خلصت ستراتفور إلى تحليل الغارة بأن إسرائيل تحملت مخاطر كبيرة وخصصت موارد عسكرية ضخمة في تنفيذ الغارة «تزيد كثيرا عن إنجازاتها». رئيس الأركان السابق موشيه يعلون وهو انتقاد حاد لسلوك الجيش الإسرائيلي خلال حرب لبنان تساءلوا عما إذا كانت الغارة «مبررة من حيث المخاطر والتكلفة والمنفعة» وما إذا كانت ليست مجرد «مغامرة». خلصت هيومن رايتس ووتش إلى أن «العملية يبدو أنها استندت إلى معلومات استخباراتية مشكوك فيها أثر غير متناسب على المدنيين». سخر الأمين العام لحزب الله حسن نصر الله الغارة خلال خطاب على قناة المنار قال فيه: «اقتحموا مستشفى وألقوا قنبلة يدوية للبحث عن مقاتلين جرحى لم يلقوا القبض عليهم... واختطفوا خمسة مدنيين وهم هل هذا هو الاستخبارات وهل هذا هو الموساد»؟ وفقا لعوفر شيلاك ويواف ليمور كان للعملية تأثير نفسي على قيادة حزب الله حيث كان الهجوم في قلب معقلهم والقائد المحلي لمنطقة سهل البقاع ورفضت الحركة على الطرق وتم وضع المزيد من الطاقة على الدفاع عن النفس.

## الضحايا
مجموعة من الرجال الذين قتلوا من قبل صواريخ جهنم أطلقت من مروحية أو طائرة بدون طيار:
- مكسيم «علي» جمال الدين، 18 (مقاتل في الحزب الشيوعي)
- عوض جمال الدين، 58 (مقاتل في الحزب الشيوعي)
- حسن جمال الدين، 18 عاما
- ناجي جمال الدين 45 عاما
- محمد ناجي جمال الدين، 12 عاما
- مالك جمال الدين 22 عاما
- حسين يوسف المقداد، 42 عاما

الرجال الذين قتلوا في مستشفى دار الحكمة أو حوله:
- عاطف أمهاز (ممرضة، عضو مدني في حزب الله
- رضا مدلج (مقاتلي حزب الله)
- وسام أحمد ياغي (مقاتل حزب الله)

عائلة كردية سورية قتلها ضربة صاروخ هيلفاير:
- طلال شبلي (40 عاما)
- مها العيسى شعبان، 35 عاما
- مهند طلال شبلي، 14 عاما
- مؤيد طلال شبلي، 12
- أسماء طلال شبلي، 6
- محمد طلال شبلي، 4

## المدنيون المعتقلون في إسرائيل
- حسن ديب نصر الله 60 عاما
- بلال نصر الله 32 عاما
- أحمد صالح العوتة (أو الغوطة)، 55
- حسن البرجي، 40 عاما
- محمد شكر، عمر غير معروف

## وصلات خارجية
- هيومن رايتس ووتش، «لماذا توفيوا», الخسائر المدنية في لبنان خلال حرب 2006، سبتمبر 2007
- منظمة العفو الدولية،  إسرائيل / لبنان تدمير متعمد أو «أضرار جانبية» ؟, الهجمات الإسرائيلية على البنية التحتية المدنية، أغسطس 2006